# Luboszyce (województwo dolnośląskie)
Luboszyce (niem. Herrnlauersitz) – wieś w Polsce położona w województwie dolnośląskim, w powiecie górowskim, w gminie Jemielno.
Do 1960 we wsi znajdowała się stacja kolejowa.

## Podział administracyjny
W latach 1945–1954 siedziba gminy Luboszyce. W latach 1954–1972 wieś należała i była siedzibą władz gromady Luboszyce. W latach 1975–1998 miejscowość administracyjnie należała do województwa leszczyńskiego.